# Romaní vlax
El romaní vlax o romaní valaco es una lengua indoaria hablada principalmente en el sudeste de Europa por los gitanos, debe su nombre a la región de Valaquia en Rumania. Se considera una variedad lingüística más del idioma romaní, a pesar de que no es mutuamente inteligible con las otras lenguas gitanas. Es la lengua más hablada con 1,5 millones de hablantes, de los cuales 400 000 están en Bosnia-Herzegovina y 250 000 en Rumania. También es hablada en varios países hispanoamericanos, como México, Colombia y Chile.